# Lijst van bruggen in Sneek
Dit is een lijst van bruggen in Sneek.
| Brug                | Overspant         | Weg                                                      | Jaar      | Type            | Materiaal   | Status    | Afbeelding |
| ------------------- | ----------------- | -------------------------------------------------------- | --------- | --------------- | ----------- | --------- | ---------- |
| Dúvelsrak           | Rijksweg 7        | Molenkrite                                               | 2010      |                 | hout/staal  |           |            |
| Geeuwbruggen        | Geeuw             | Rijksweg 7                                               | 1974-2008 | basculebrug     | beton/staal |           |            |
| Harinxmabrug        | Stadsgracht       | Koopmansgracht Harinxmakade                              | 1920      | ophaalbrug      | ijzer/staal | RM 514100 |            |
| Jousterpijp         | Kleinzand         |                                                          |           |                 |             |           |            |
| Koninginnebrug      | Looxmagracht      | Prins Hendrikkade                                        | 1981      | draaibrug       |             |           |            |
| Krúsrak             | Rijksweg 7        | Akkerwinde                                               | 2008      |                 | hout/staal  |           |            |
| Laatste Stuiverbrug | Zwette            | Looxmagracht 2e Oosterkade                               | 1889      | ophaalbrug      | ijzer/staal | RM 034061 |            |
| Lemmerbrug          | Stadsgracht       | Lemmerweg                                                | 1964/65   | basculebrug     | hout/staal  |           |            |
| Oppenhuizerbrug     | Stadsgracht       | Oppenhuizerweg                                           | 1939      | basculebrug     | ijzer/staal |           |            |
| Wilhelminabrug      | Stadsgracht       | Stationsstraat                                           |           |                 |             |           |            |
| Wonderbrug          | Waterpoortsgracht |                                                          | 1970      | voetgangersbrug | hout/staal  |           |            |
| Woudvaartbrug       | Woudvaart         | Prinsengracht Woudvaartkade                              |           | ophaalbrug      | ijzer/staal |           |            |
| Zwettebrug          | Zwette            | Kapelstraat/ Jachthavenstraat Zwettekade/ Leeuwarderkade |           |                 |             |           |            |